# Maori de Nouvelle-Zélande
Pour les articles homonymes, voir Maori.
Pour un article plus général, voir Langues maories.
Le maori de Nouvelle-Zélande (autonyme : reo Māori, /ˈmaː.ɔ.ɾi/ ), communément appelé maori, est une langue polynésienne parlée par les Maoris, le peuple autochtone de Nouvelle-Zélande. Il est étroitement apparenté au maori des îles Cook, au paumotu, au rapanui et au tahitien. En 1987, la langue est devenue une langue officielle de la Nouvelle-Zélande ; l'anglais n'est officielle que de facto.
Selon le recensement de 2018, le maori a 185 955 locuteurs, soit 4 % de la population totale du pays. Environ un adulte maori sur cinq sait parler la langue.
C'est à l'origine une langue orale, transcrite par les missionnaires européens au XIXe siècle à l'aide de l'alphabet latin.

## Statut officiel
Le 1er août 1987, le maori devient une langue officielle de la Nouvelle-Zélande par le Māori Language Act 1987,. L'anglais, quant à lui, a un statut de langue officielle de facto. En 2006, la langue des signes néo-zélandaise devient également une langue officielle. Les ministères, administrations et organismes gouvernementaux ont une double désignation. Ainsi, le ministère de l'Intérieur est officiellement appelé Department of Internal Affairs en anglais et Te Tari Taiwhenua en maori. Autre exemple, le service postal national New Zealand Post (en maori : Tukurau Aotearoa) reconnaît les adresses postales comportant un nom maori. En mars 2004 est créée une chaîne de télévision aux programmes exclusivement en langue maorie, Māori Television.
Cependant, du côté du réseau routier, on tente au contraire de limiter l'utilisation de la signalisation bilingue, pour garantir une meilleure lisibilité des panneaux routiers. La signalisation demeure donc monolingue anglaise dans la plupart des cas. Elle n'est bilingue qu'aux environs des points d'intérêt culturel majeurs.

## Variantes dialectales
Il existe plusieurs variantes dialectales du maori. L’ouvrage de l’archevêque anglican d’Auckland, R. Maunsell, intitulé Grammar of the New Zealand Languages (1894) distinguait ainsi rien que pour l’île du Nord sept variantes : Rarawa, Nga Puhi, Waikato, le kaka of Plenty, Port-Nicholas-Wanganui et Wanganui Mokau). Le maori de Nouvelle-Zélande standard actuel est pour des raisons historiques essentiellement inspiré de la variante de Waikato (région de Rotorua).
Toujours est-il qu’il y a de nos jours intercompréhension immédiate entre tous les dialectes maori, les variations portant essentiellement sur des différences de prononciation.
- Trois tribus du Nord (Nga Puhi, Ta Aupouri et Te Rarawa) prononcent le /ɸ/ (‹ wh ›) comme un [h].
- Les tribus de Wanganui (Whanganui) et du Taranaki (côte ouest de l’île du Nord) prononcent /ɸ/ (‹ wh ›) comme un [w] et réalisent le /h/ (h) par la glottale occlusive [ʔ] (`).
- Les tribus de Tuhoe et Bay of Plenty (côte est) prononcent la vélaire /ŋ/ (‹ ng ›) comme un [n].
- Les tribus les plus méridionales de l’île du Sud ont également leur propre variante dialectale appelée le kai tahu. Parmi les différences, la vélaire /ŋ/ (‹ ng ›) se prononce [k] ; /raŋi/ (rangi, ciel) se prononcera ainsi [raki].

| Maori       | Maori      | Variantes phonétiques dialectales | Variantes phonétiques dialectales | Variantes phonétiques dialectales | Variantes phonétiques dialectales | Variantes phonétiques dialectales | Variantes phonétiques dialectales |
| Orthographe | Phonologie | Ngā Puhi                          | Waikato                           | Taranaki                          | Taupō                             | Rotorua                           | Tai-rāwhiti                       |
| ----------- | ---------- | --------------------------------- | --------------------------------- | --------------------------------- | --------------------------------- | --------------------------------- | --------------------------------- |
| tātou       | /taːtou/   | [taːtou]                          | [taːtou]                          | [taːtou]                          | [taːtou], [taːtau]                | [taːtau]                          | [taːtau]                          |
| rātou       | /raːtou/   | [ɾaːtou]                          | [ɾaːtou]                          | [ɾaːtou]                          | [ɾaːtou], [ɾaːtau]                | [ɾaːtau]                          | [ɾa:tau]                          |
| hei         | /hei/      | [hei]                             | [hei]                             | [ʔei]                             | [hei], [hai]                      | [hai]                             | [hai]                             |
| teina       | /teina/    | [teina]                           | [teina]                           | [teina]                           | [teina]                           | [taina]                           | [taina]                           |
| whaka-      | /ɸaka-/    | [ɸaka-], [haka-]                  | [ɸaka-]                           | [ʔʍaka-]                          | [ɸaka-]                           | [ɸaka-]                           | [ɸaka-]                           |

## Phonologie
Le maori se compose de vingt phonèmes, en prenant en compte les versions courts et longues des cinq voyelles :
- Dix consonnes écrites h, k, m, n, p, r, t, w et par les deux digrammes ‹ wh › et ‹ ng ›. Deux d’entre elles, le w et le h ont des réalisations phonétiques différentes suivant les dialectes, mais ces différences phonétiques sont reconnues comme phonologiquement équivalentes. De même, /r/ est normalement roulé mais peut aussi être battu.

|           | Bilabiale       | Labio-vélaire  | Alvéolaire     | Vélaire         | Glottale       |
| --------- | --------------- | -------------- | -------------- | --------------- | -------------- |
| Nasale    | m [m] (sonore)  |                | n [n] (sonore) | ng [ŋ] (sonore) |                |
| Occlusive | p [p] (sourde)  |                | t [t] (sourde) | k [k] (sourde)  | h [ʔ] (sourde) |
| Fricative | wh [ɸ] (sourde) | w [ʍ] (sourde) |                |                 | h [h] (sourde) |
| Spirante  |                 | w [w] (sonore) |                |                 |                |
| Roulée    |                 |                | r [r] (sonore) |                 |                |
| Battue    |                 |                | r [ɾ] (sonore) |                 |                |

- 5 voyelles : écrites a, e, i, o, u. Chaque voyelle peut-être courte ou allongée ; l’allongement vocalique est noté dans la graphie recommandée par un macron appelé pōtae, littéralement « chapeau » : ā, ē, ī, ō, ū. il est cependant courant de les trouver aussi notées par doublement de la voyelle dans nombre de textes dont le codage ne supporte pas la transcription du macron.

|             | Antérieure        | Centrale          | Postérieure     |
| ----------- | ----------------- | ----------------- | --------------- |
| Fermée      | i [i] (courte)    |                   | u [u] (courte)  |
| Fermée      | ī [iː] (allongée) | ū [uː] (allongée) |                 |
| Semi-fermée | e [e] (courte)    |                   | o [o] (courte). |
| Semi-fermée | ē [eː] (allongée) | ō [oː] (allongée) |                 |
| Ouverte     |                   | a [a] (courte)    |                 |
| Ouverte     | ā [aː] (allongée) |                   |                 |

Il faut noter dans le tableau ci-dessus que la phonétique indiquée ne tient pas compte des diphtongues (dont les plus courantes sont ei [ej], au [aw], ou [ow]), mutations consonantiques (dont mp qui devient facilement [b], ou nk qui devient facilement [ᵑk]) ou vocaliques (dont la nasalisation des voyelles), des mutations également courantes dans d’autres langues (dont l’anglais) et dont la réalisation phonétique varie aussi suivant les variantes dialectales.

## Grammaire
Les linguistes qu'ils soient européens ou autochtones ont longtemps analysé le maori et l'ensemble des langues du Pacifique au travers du prisme des descriptions classiques de nos langues européennes. Ils leur ont imposé un certain nombre de cadres préconstruits, de grilles de réflexion, inspirés de la métalangue et des classifications grammaticales indo-européennes.
Considérant ces descriptions classiques comme une forme de glottocentrisme, la recherche linguistique qu'elle soit francophone ou anglophone tente depuis quelques années de sortir de ce carcan avec il faut l'avouer plus ou moins de bonheur. La question se pose tout particulièrement en ce qui concerne la catégorisation grammaticale. Les catégories bien connues que sont le verbe, le nom, l'adjectif, etc. ont dans ces langues des frontières beaucoup plus perméables. Certains lexèmes peuvent ainsi être utilisés comme nom, adjectif, verbe en fonction du marqueur qui l'accompagne. De même, l'utilisation fréquente de phrases décrites comme non verbales, font dire à certains linguistes que ces langues sont des langues sans opposition verbo-nominale.
Concernant le maori de Nouvelle-Zélande, Bruce Biggs, un linguiste néo-zélandais, a ainsi tenté de définir des catégories grammaticales alternatives, sans pour autant remettre totalement en cause le postulat de l'opposition verbo-nominale. La question est également de savoir si cette approche est applicable dans un premier temps à l'ensemble des autres langues polynésiennes, puis austronésiennes.
Celui-ci distingue ainsi ce qu'il nomme bases (mots lexicaux) des particules (mots grammaticaux)
- Bases. Ces bases se subdivisent en plusieurs catégories qu'il nomme noms, universaux (sans doute faut-il comprendre transcatégoriels), statifs, locatifs, personnels.
- Particules. Ces particules se subdivisent à leur tour en plusieurs catégories qu'il nomme verbales (nous parlerons en français plutôt de marqueurs aspectuels), pronoms, particules locatives, possessives, définitives.

## Vocabulaire thématique

### Les nombres
- 1 (un) = tahi
- 2 (deux) = rua
- 3 (trois) = toru
- 4 (quatre) = whā
- 5 (cinq) = rima
- 6 (six) = ono
- 7 (sept) = whitu
- 8 (huit) = waru
- 9 (neuf) = iwa
- 10 (dix) = tekau

Le maori ne permet pas de compter au-delà.

### Les jours
- lundi = rāhina / mane
- mardi = rātu / tūrei
- mercredi = rāpa / wenerei
- jeudi = rāpare / tāite
- vendredi = rāmere / paraire
- samedi = rāhoroi / hatarei
- dimanche = rātapu

### Le temps
- hier = inanahi
- aujourd’hui = tēnei rā
- demain = āpōpō
- heure = hāora
- jour, soleil = rā
- jour (clarté) = ao
- crépuscule = ahiahi
- semaine = wiki (emprunt à l’anglais)
- nuit = pō
- midi = awatea
- matin = ata
- mois = marama
- année = tau